# Giáo hoàng Stêphanô VI
Stêphanô VI hoặc VII (Latinh: Stephanus VI) là vị giáo hoàng thứ 113 của Giáo hội Công giáo. Sau triều đại của Giáo hoàng Boniface VI chỉ kéo dài có 15 ngày Stephanus được đưa lên làm Giáo hoàng.
Tuy nhiên triều đại của ông cũng không kéo dài lâu. Theo niên giám tòa thánh năm 1806 thì ông đắc cử Giáo hoàng năm 896 và ở ngôi Giáo hoàng trong khoảng 2 năm. Niên giám tòa thánh năm 2003 xác định đó là từ ngày 22 tháng 5 năm 896 cho tới tháng 8 năm 897.
Stephanus VI (VII) sinh tại Rôma, là con trai của một linh mục tên là Gioan. Ông được Giáo hoàng Formosus cử làm giám mục Anagni. Triều đại của ông bị chi phối bởi những rối ren nội bộ. Ngay cả việc bầu cử ông cũng không rõ ràng, người ta cho rằng việc bầu cử có sự chi phối của một gia đình có thế lực ở Ý: nhà Theophylaco.Stephanus VI đắc cử nhờ ảnh hưởng của Công Tước Spoleto.
Vì những lý do không rõ ràng – ước muốn tự hợp pháp hóa mình hoặc do những áp lực của hoàng đế Lambertô của Spôlét- tháng 1 năm 897, ông cho quật xác vị tiền nhiệm gián tiếp là Đức Formosus và cho kéo lê một cách ô nhục và đê tiện nhất. Người ta gọi đây là "công đồng xác chết".
Mọi đạo luật của vị tiền nhiệm đều bị ông tuyên bố là không có hiệu lực. Ông cũng buộc các giáo sĩ do Formosus phong chức phải rút lui.
Các hành động này nọ đã đem lại cho ông sự căm ghét của dân chúng. Stephanus VI bị bắt và bị siết cổ nhưng thi hài của ông không bị báng bổ.